# Huang Wensi
Huang Wensi (Guangdong, 22 de maio de 1989) é uma boxeadora e professora chinesa, conhecida por combater os estereótipos tradicionais das mulheres e desafiar a depressão. Foi incluída na lista da BBC de 100 mulheres inspiradoras e influentes de todo o mundo em 2019.

## Biografia
Huang Wensi nasceu em 22 de maio de 1989, na província de Guangdong, na China. Ela começou no boxe em 2002, depois de ser descoberta por um treinador na escola em que estudava, ingressando em uma equipe provincial três anos depois. Se aposentou em 2011 por causa de uma lesão. Em 2015, ela conheceu o marido, Deng Peipeng, e um ano depois teve um filho. Diante de uma depressão pós-parto, Huang quase se suicidou. Nesse momento, ela iniciou um intenso regime de treinamento para voltar profissionalmente ao esporte. Depois de retornar à carreira, ela conquistou o cinturão de ouro do Asia Female Continental Super Flyweight Championship.
Em sua carreira no boxe, ela tem procurado desafiar os estereótipos tradicionais das mulheres, “não se limitando apenas a ser esposa ou mãe em casa”. Quando não está lutando boxe, ela trabalha como professora em Zhejiang, na China.